# Павлівка (Тульчинський район)
Павлі́вка — село в Україні, у Крижопільській селищній громаді Тульчинського району Вінницької області. У межах селищної громади належить до Жабокрицького старостинського округу. До 2020 року Павлівка входила до складу Крижопільського району Вінницької області та була центром Павлівської сільської ради. За даними на 2024 рік, населення села становило 409 жителів.
Село Павлівка відоме із середини XVIII століття. У період входження до складу Російської імперії належало до Ободівської волості Ольгопільського повіту Подільської губернії. У радянський період входила до Ободівського району в складі Тульчинської округи (1923—1930) та Чечельницького, Ободівського і Крижопільського районів у складі Вінницької області (з 1932 року).
Під час Другої світової війни село входило до румунської зони окупації з тимчасовою румунською цивільною управою — губернаторства Трансністрія. Поблизу Павлівки існувало гетто, у якому зимою 1941—1942 років загинуло 890 буковинських та бессарабських євреїв. Павлівка також відома як «село партизанської слави», що під час окупації було тричі спалене фашистами за підтримку партизанів. У каральній акції 1944 року загинуло 66 місцевих жителів та було спалено 350 дворів.

## Географія
Станом на 2024 рік село займало площу 1,966 км² (196,6 га). Відстань від села Павлівка до центру громади Крижопіль становить 17 км, до залізничної станції (зупинного пункту) Щербакове — 8 км. На захід від села бере початок річка Дохна, на південному заході також починається її притока — Криниця-В'язова. У Павлівці в Дохну впадає ще одна притока — Панська Долина. Поблизу села знаходиться ботанічний заказник місцевого значення Цибулівська Дача та ботанічна пам'ятка природи місцевого значення Дуб-Гордій. В околицях села також починається північна частина національного природного парку «Кармелюкове Поділля».
За описом 1901 року, село Павлівка було розташоване в глибокому яру, на дні якого протікала невелика річка, що брала початок із колодязя на краю села. Село знаходилося на відстані 35 верст від повітового міста Ольгопіль та 14 верст від найближчої залізничної і поштової станції Крижопіль. Павлівка була з усіх боків оточена лісами; орні землі села також розташовувалися на місці колишнього лісу, про що свідчили великі дубові пні на полях, які ще не були викорчувані. Клімат місцевості характеризувався як здоровий, ґрунт — чорноземний та родючий.

## Адміністративна належність
У результаті адміністративно-територіальної реформи в Україні у 2020 році село Павлівка увійшло до Крижопільської селищної громади в складі Тульчинського району Вінницької області. У 2021 році Павлівка також увійшла до Жабокрицького старостинського округу (із центром у селі Жабокрич), створеного в межах Крижопільської селищної громади.

### Історичні дані
- У Російській імперії село Павлівка належало до Ободівської волості Ольгопільського повіту Подільської губернії[6][7][8][9][10].
- 7 (20) листопада 1917 року, відповідно до Третього Універсалу Української Центральної Ради, увійшло до складу Української Народної Республіки[11].
- В Українській СРР Павлівка увійшла до Ободівського району[10], створеного в 1923 році. Ободівський район з 1923 до 1930 року входив до Тульчинської округи[12], у червні 1930 року — приєднаний до Вінницької округи[13], у вересні 1930 року — переведений у пряме підпорядкування Української СРР[14], в 1931 році — розформований із віднесенням до складу Чечельницького району[15], що з 1932 року увійшов до складу новоствореної Вінницької області[16]. У 1935 році Павлівська сільрада увійшла до відновленого Ободівського району в складі Вінницької області[17].
- Під час румунської окупації (1941—1944) Ободівський район було включено до Балтського повіту губернаторства Трансністрія[18], що знаходилося під тимчасовою румунською цивільною управою.
- Станом на 1946 рік Павлівка залишалася в складі Ободівського району Вінницької області[19]. У 1959 році Ободівський район було розформовано з передачею частини району до складу Крижопільського району[20].
- У січні 1965 року Павлівську сільську раду було передано до складу Тростянецького району та в лютому 1965 року повернуто до Крижопільського району[21]. У подальший період до 2020 року Павлівка залишалася в складі Крижопільського району Вінницької області — спочатку в межах Української РСР, з 1991 року — незалежної України. У цей час Павлівка була центром Павлівської сільської ради[22].

## Історія

### Пам'ятки археології
Поблизу села Павлівка виявлено поселення епохи бронзи 2 тисячоліття до нашої ери (білогрудівської культури). Відкрите у 2003 році археологом М. В. Потупчиком, поселення включене до переліку пам'яток археології місцевого значення Вінницької області.

### У складі Речі Посполитої
- Потоцькі

- Вінцентій Потоцький (до 1786 року)
- Станіслав Щенсний Потоцький (1786—1787)

- Собанські

- Каєтан Собанський (з 1787 року)
- Ієронім Собанський (перед 1858 роком)
- Фелікс Собанський (на 1861 рік)

- Марія Потоцька (на 1898—1905 роки)

Село Павлівка відоме із середини XVIII століття. Перша історична згадка про місцеву парафію датується 1770 роком, коли була видана ерекція про наділення церкви цього села землею місцевим землевласником Вінцентієм Потоцьким у місті Немирів.
Павлівка тривалий час належала роду Потоцьких; згодом перейшла у володіння Собанських у складі ободівського та пізніше баланівського ключа: в 1786 році разом із сусідніми селами була продана Вінцентієм Потоцьким Станіславу Щенсному Потоцькому, а в 1787 році — перепродана Станіславом Потоцьким Каєтану Собанському.

### У складі Російської імперії
У 1858 році неподалік від старого храму була побудована нова церква коштом колишнього поміщика Ієроніма Собанського (сина Каєтана Собанського) та селян. Церква цегляна, на кам'яному фундаменті; освячена на честь Різдва Пресвятої Богородиці.
У квітні 1861 року селяни Павлівки доєдналися до виступу селян містечка Жабокрич, які відмовилися від виконання повинностей на користь поміщиків унаслідок незадоволення умовами селянської реформи 1861 року. Виступ розповсюдився на сусідні села, такі як Тернівка, Зеленянка, Соколівка, Китайгород, Попелюхи, Торканівка, згодом також на інші населені пункти Ольгопольського, Брацлавського та Гайсинського повітів, із сукупним населенням до 40 тисяч селян. Виступ був придушений введеними місцевою владою військами (силами 1-го батальйону Мінського і 3-го батальйону Єлецького піхотних полків). Власником Павлівки на 1861 рік був Фелікс Собанський.
З 1866 року в парафії діяла школа грамоти; в 1892 році вона була перейменована на церковно-приходську. У 1870 році в 19 верстах від Павлівки було відкрито залізничну станцію Крижопіль Києво-Балтської залізниці. У 1899 році в 8 верстах від Павлівки також було відкрито станцію Городище (нині зупинний пункт Щербакове). Станом на 1901 рік основним заняттям жителів було землеробство; деякі займалися шиттям взуття та бондарством. У березні 1905 року відбувся селянський страйк із вимогою до поміщика про підвищення заробітної плати, страйкарям вдалося досягти тимчасових поступок.
Станом на 1898—1905 роки власницею села була графиня Марія Ксаверівна Потоцька (онука Ієроніма Собанського, вдова Станіслава Потоцького), яка проживала в містечку Високо-Литовськ Гродненської губернії (нині місто Високе, Білорусь). Загальна площа маєтку становила 1317 десятин, зокрема: садибної землі — 10 десятин 370 сажнів, орної — 693 десятини 2126 сажнів, лісу — 605 десятин 1874 сажні. Частина маєтку перебувала в управлінні, частина — в оренді. Представником маєтку був уповноважений Карл Кобринець.

### Визвольні змагання
Див. також: Крижопіль § Визвольні змагання та Бої за станцію Крижопіль (1920)
У 1919—1920 роках на території залізничної станції Крижопіль (за 19 верст від Павлівки) та на навколишніх землях відбувалися бойові дії між союзницькими військами УНР і Галицької армії та військами РСЧА і ЗСПР. Під час Першого зимового походу станом на 30 квітня (1 травня) 1920 року в районі Павлівка — Торканівка була зосереджена Волинська дивізія Армії УНР, яка 1 (2) травня 1920 року почала наступ на станцію Крижопіль.

### У складі СРСР

#### Друга світова війна
Під час Другої світової війни, з 22 липня 1941 року, Павлівка була окупована румунськими військами (гірським корпусом 3-ї румунської армії) та згодом включена в губернаторство Трансністрія, що знаходилося під тимчасовою румунською цивільною управою. Зимою 1941—1942 років у гетто біля Павлівки загинуло 890 євреїв, депортованих із тодішніх румунських територій Бессарабії та Буковини. Павлівка також відома як «село партизанської слави», що під час окупації було тричі спалене фашистами за підтримку партизанів.
За радянськими даними, 17 січня 1944 року партизанське з'єднання під командуванням Якова Мельника та кавалерійська бригада Михайла Владимирова на підступах до села знищили 35 автомашин і понад 250 ворожих солдатів та офіцерів; упродовж 17—20 січня партизани розгромили кілька німецько-румунських гарнізонів. У ході каральної акції в період 21—23 січня 1944 року загинуло 66 жителів села, з них 6 дітей, спалено повністю — 350 дворів, 150 інших будівель. 16 березня 1944 року Павлівка була зайнята радянськими військами (303-ю стрілецькою дивізією 73-го стрілецького корпусу 52-ї армії 2-го Українського фронту).

#### Другий радянський період
У 1966 році в селі було відкрито пам'ятку «Братська могила 66 мирних жителів села, розстріляних фашистами», в 1974 році було відкрито пам'ятку «Пам'ятник 150 воїнам — односельчанам, загиблим на фронтах ВВВ». Станом на 1972 рік у Павлівці діяв колгосп «Радянська Україна», у користуванні якого було 1927 гектарів землі, зокрема орної — 1374 гектарів. Вирощувалась озима пшениця, цукрові буряки, овочеві культури. Колгосп також займався м'ясо-молочним тваринництвом і птахівництвом. У селі діяли восьмирічна школа, будинок культури, бібліотека.

### У складі незалежної України
У 2009 році в Павлівці було встановлено пам'ятний знак буковинським і бессарабським євреям, що загинули тут у листопаді 1941 — березні 1942 року. Станом на 2021 рік у селі діяв навчально-виховний комплекс, що включав школу І—ІІ ступенів та дошкільний навчальний заклад, також діяли будинок культури й бібліотека.
За повідомленнями ЗМІ, у 2021 році жителі Павлівки виступали проти скасування посади старости села та затвердження одного старости для сіл Жабокрич і Павлівка, у 2022 році жителі села також виступали проти закриття дитячого садка та початкової школи. У 2022 році в рамках державної програми «Інтернет-субвенція» до місцевої бібліотеки було під'єднано швидкісний Інтернет із запланованою швидкістю 100 Мб/с.

## Церква

### Храм

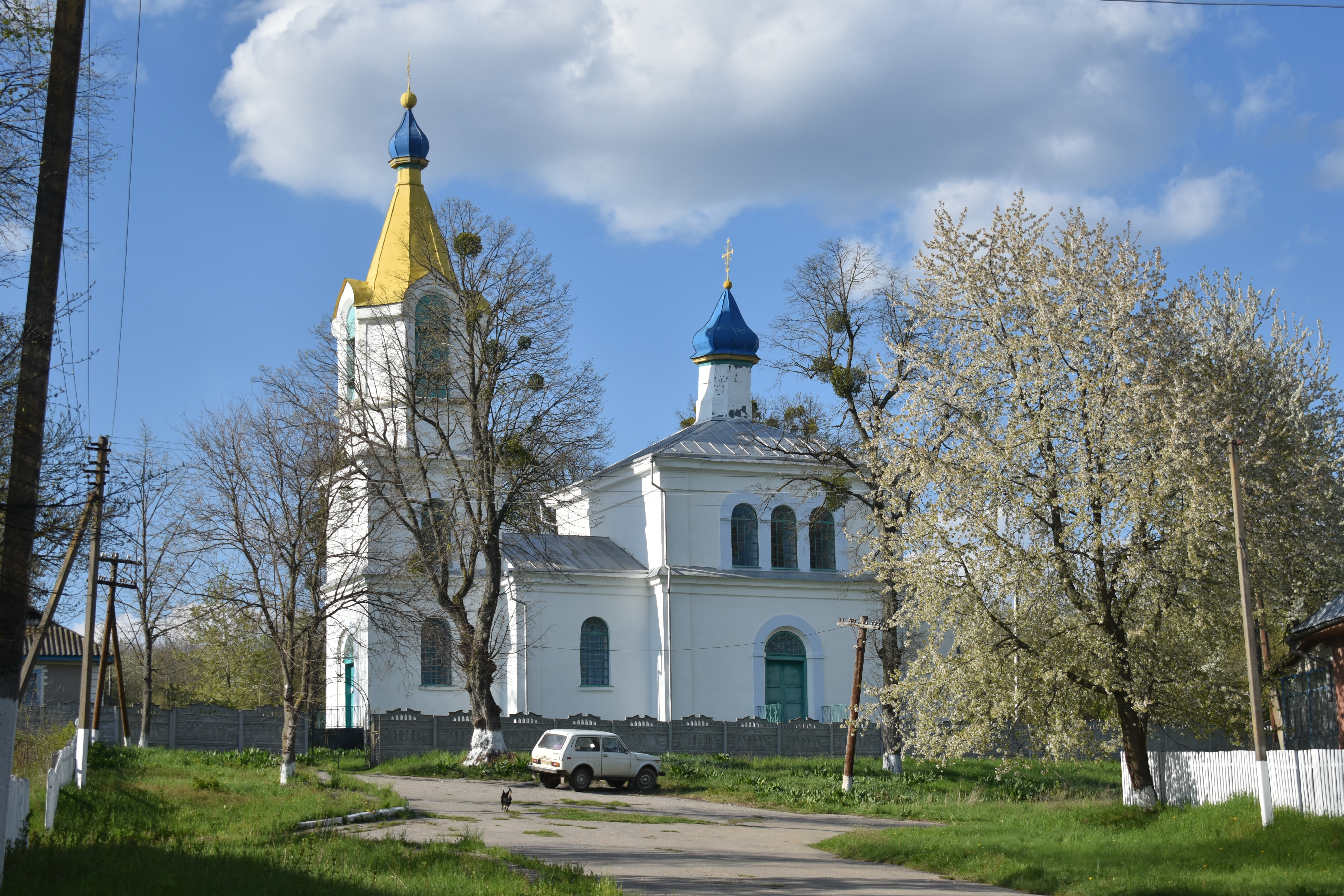
Церква Різдва Пресвятої Богородиці в Павлівці (станом на 2021 рік)

Станом на 1901 рік у Павлівці існувала церква Різдва Пресвятої Богородиці, побудована в 1858 році на кошти колишнього поміщика Ієроніма Собанського та селян, будівництво коштувало до 25 000 рублів. Місце нової церкви знаходилося неподалік від старого храму; на місці колишнього престолу було встановлено кам'яний хрест. За описом 1901 року, церква була цегляна, на кам'яному фундаменті, світла, суха та, хоч і невеликого розміру, але для парафії цілком достатня; іконостас двоярусний, різьблений.

### Парафія
Перші відомості про місцеву парафію датуються 1770 роком, коли було видано ерекцію про наділення церкви села землею місцевим землевласником Вінцентієм Потоцьким. За даними на 1901 рік, загальна площа церковної землі становила 39 десятин 1743 сажні, зокрема: садибної землі з кладовищем і погостом — 1 десятина 2027 сажнів, орної — 27 десятин 63 сажні, під колишнім хутором — 2200 сажнів, під ставом — 2 десятини 1128 сажнів, сінокосної — 7 десятин 2027 сажнів. Притчові приміщення були побудовані в 1880 році коштом поміщика.

## Населення

### Чисельність
- За даними на 1885 рік, у Павлівці було 110 дворів і 814 жителів[6].
- За даними на 1893 рік, у Павлівці було 112 дворів і 1155 жителів[8].
- За переписом 1897 року в Павлівці було 1496 жителів[45].
- За даними на 1901 рік, у Павлівці був 1521 житель[3].
- За даними на 1905 рік, у Павлівці було 350 дворів і 1538 жителів[9].
- За даними на 1925 рік, у Павлівці було 510 господарств і 1734 жителі[10].
- За даними на 1972 рік, у Павлівці було 1373 жителі[46].
- За переписом 1989 року постійне населення Павлівки становило 903 жителі. Наявне населення становило 885 жителів[47].
- За переписом 2001 року постійне населення Павлівки становило 718 жителів. Наявне населення становило 712 жителів[48][49].
- За даними на 1 січня 2024 року, населення Павлівки становило 409 жителів[1].

|         | 1885 рік | 1893 рік | 1897 рік | 1901 рік | 1905 рік | 1925 рік | 1972 рік | 1989 рік | 2001 рік | 2024 рік |
| ------- | -------- | -------- | -------- | -------- | -------- | -------- | -------- | -------- | -------- | -------- |
| Жителів | 814      | 1155     | 1496     | 1521     | 1538     | 1734     | 1373     | 903      | 718      | 409      |
| Дворів  | 110      | 112      | —        | —        | 350      | 510      | —        | —        | —        | —        |

### За статтю та віком
- За переписом 1897 року в Павлівці серед 1496 жителів було 713 чоловіків (47,66 %) та 783 жінки (52,34 %)[45].
- За переписом 1989 року в Павлівці серед 903 жителів постійного населення було 353 чоловіки (39,09 %) та 550 жінок (60,91 %). Серед 885 жителів наявного населення було 347 чоловіків (39,21 %) та 538 жінок (60,79 %)[47].
- За даними на 2024 рік, у Павлівці серед 409 жителів було зареєстровано 166 чоловіків (40,59 %; з них 20 чоловіків 18—26 років та 94 чоловіки 27—59 років), 184 жінки (44,98 %), 43 дітей до 14 років (10,51 %) й 13 дітей 14—17 років (3,18 %)[1].

| Зареєстровано всього | Чоловіків | Чоловіків | Чоловіків | Чоловіків | Жінок | Жінок | Дітей до 14 років | Дітей до 14 років | Дітей 14—17 років | Дітей 14—17 років |
| Зареєстровано всього | Всього    | %         | 18—26     | 27—59     | осіб  | %     | осіб              | %                 | осіб              | %                 |
| -------------------- | --------- | --------- | --------- | --------- | ----- | ----- | ----------------- | ----------------- | ----------------- | ----------------- |
| 409                  | 166       | 41        | 20        | 94        | 184   | 45    | 43                | 11                | 13                | 3                 |

### За мовою
- За переписом 2001 року в Павлівці серед 718 жителів постійного населення 715 людей (99,58 %) вказали рідною мовою українську, 3 людини (0,42 %) — російську[48][50].

| Мова       | Кількість | Відсоток |
| ---------- | --------- | -------- |
| українська | 715       | 99,58 %  |
| російська  | 3         | 0,42 %   |
| Усього     | 718       | 100 %    |

### За релігією
- За переписом 1897 року в Павлівці серед 1496 жителів було 1457 православних (97,39 %)[45].
- За даними на 1901 рік, у Павлівці серед 1521 жителя було 1507 православних парафіян (99,08 %) й 14 католиків (0,92 %)[3].

## Економіка
Станом на 2024 рік у селі Павлівка було зареєстровано 1 фермерське господарство і 1 торговельний магазин.

## Транспорт
Село Павлівка з'єднане автомобільною дорогою загального користування місцевого значення С020902 Іллівка — Павлівка з дорогою територіального значення Т 0233 Вапнярка — Крижопіль — Піщанка — КПП «Загнітків» та автомобільною дорогою загального користування місцевого значення С020904 Соколівка — Павлівка з дорогою територіального значення Т 0202 Могилів-Подільський — Ямпіль — Крижопіль — Бершадь — Умань. Станом на 2022 рік діяло автобусне сполучення Павлівка — Крижопіль.

## Освіта
Станом на 2021 рік у Павлівці діяв навчально-виховний комплекс «Загальноосвітній навчальний заклад І—ІІ ступенів — дошкільний навчальний заклад». У 2021 році Крижопільська селищна рада ухвалила рішення про закриття школи в Павлівці з переведенням учнів до опорної школи в Крижополі.

## Пам'ятки

### Пам'ятки археології
- Поселення епохи бронзи 2 тисячоліття до н. е. Відкрите у 2003 році М. В. Потупчиком. Пам'ятка археології місцевого значення Вінницької області[24].

### Пам'ятки історії
- Пам'ятка «Братська могила 66 мирних жителів села, розстріляних фашистами». Відкрито 1966 року. Пам'ятка історії місцевого значення[40].
- Пам'ятка «Пам'ятник 150 воїнам — односельчанам, загиблим на фронтах ВВВ». Відкрито 1974 року. Пам'ятка історії місцевого значення[40].

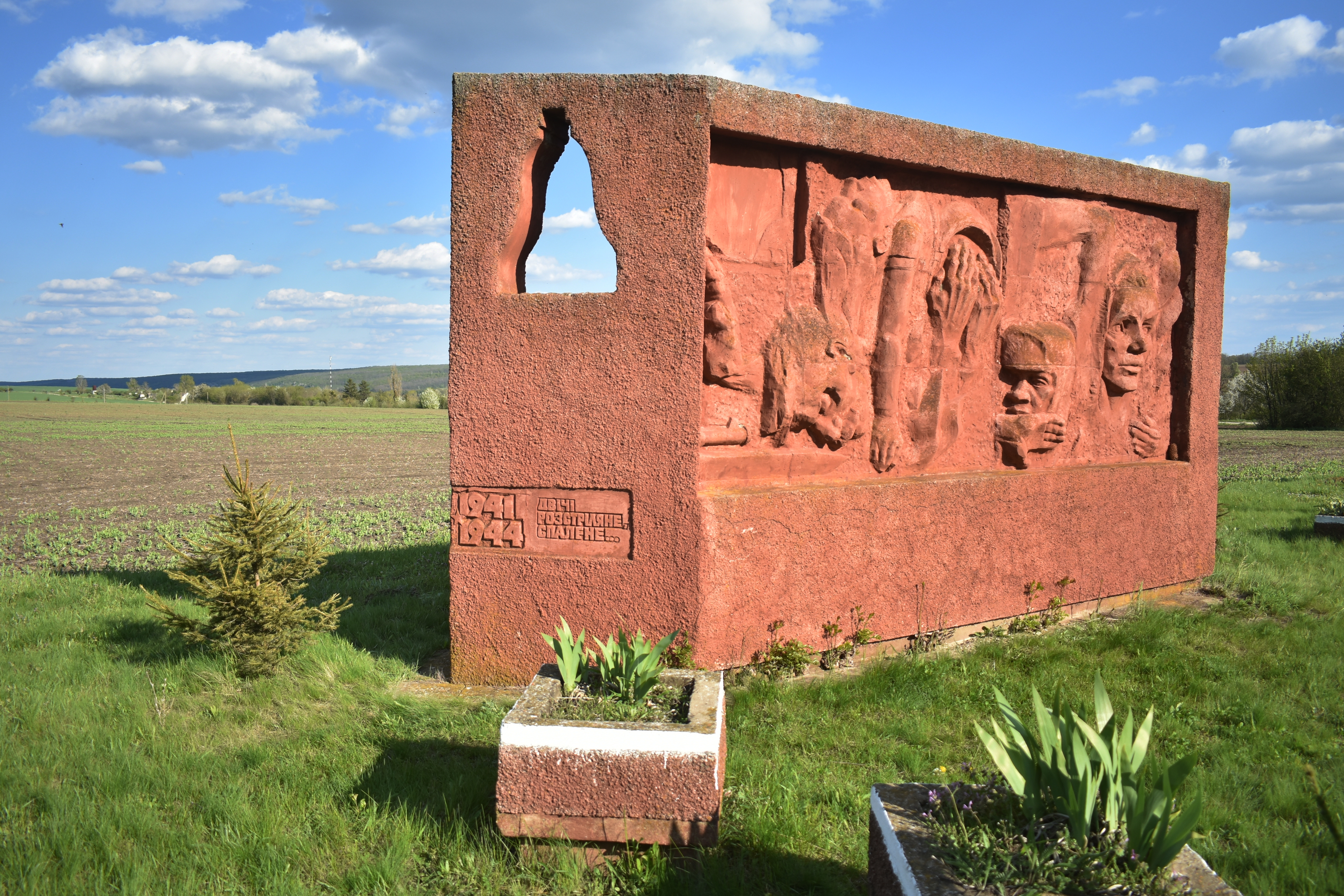
Меморіал розстріляним у війну жителям
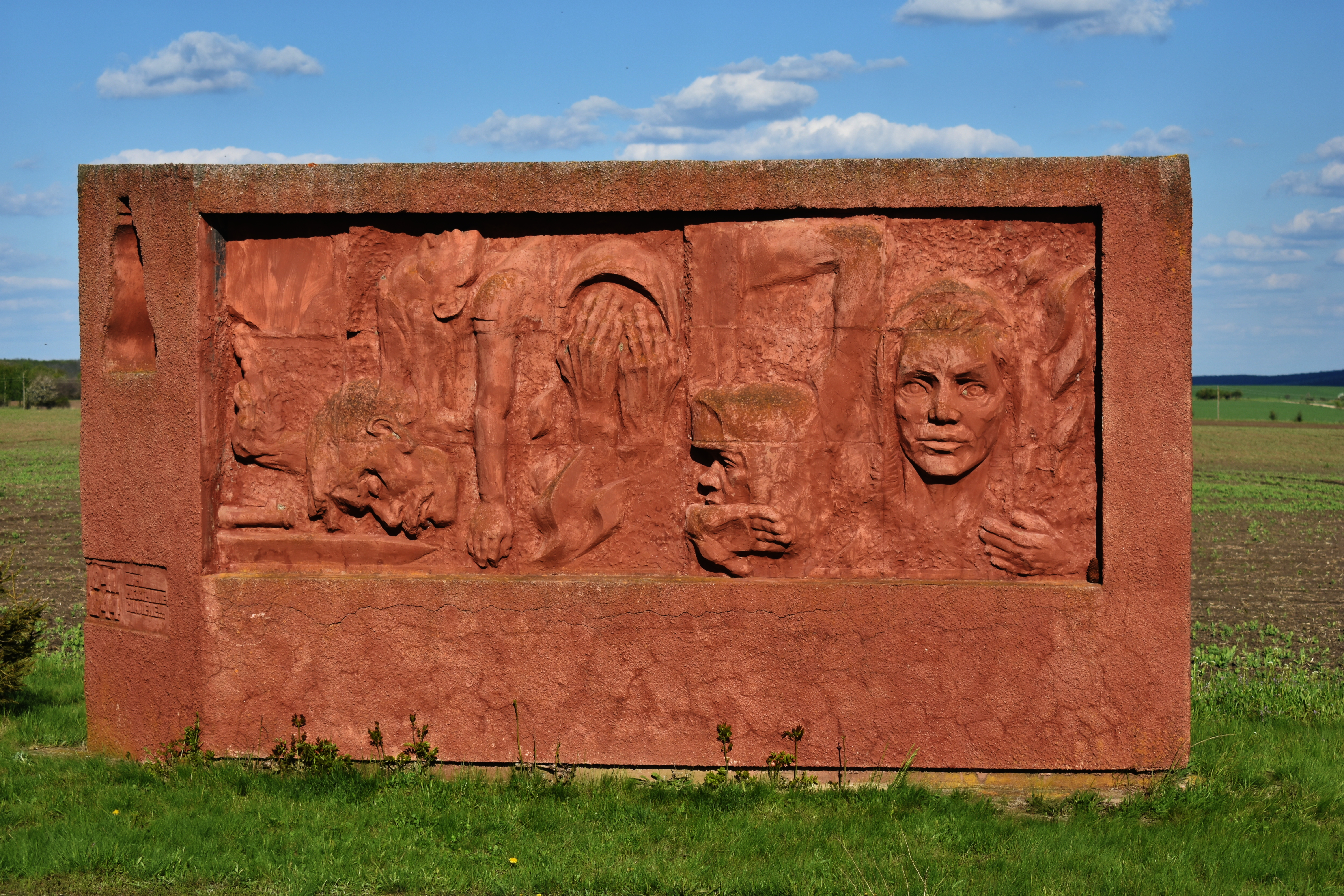
Меморіал (з іншого ракурсу)
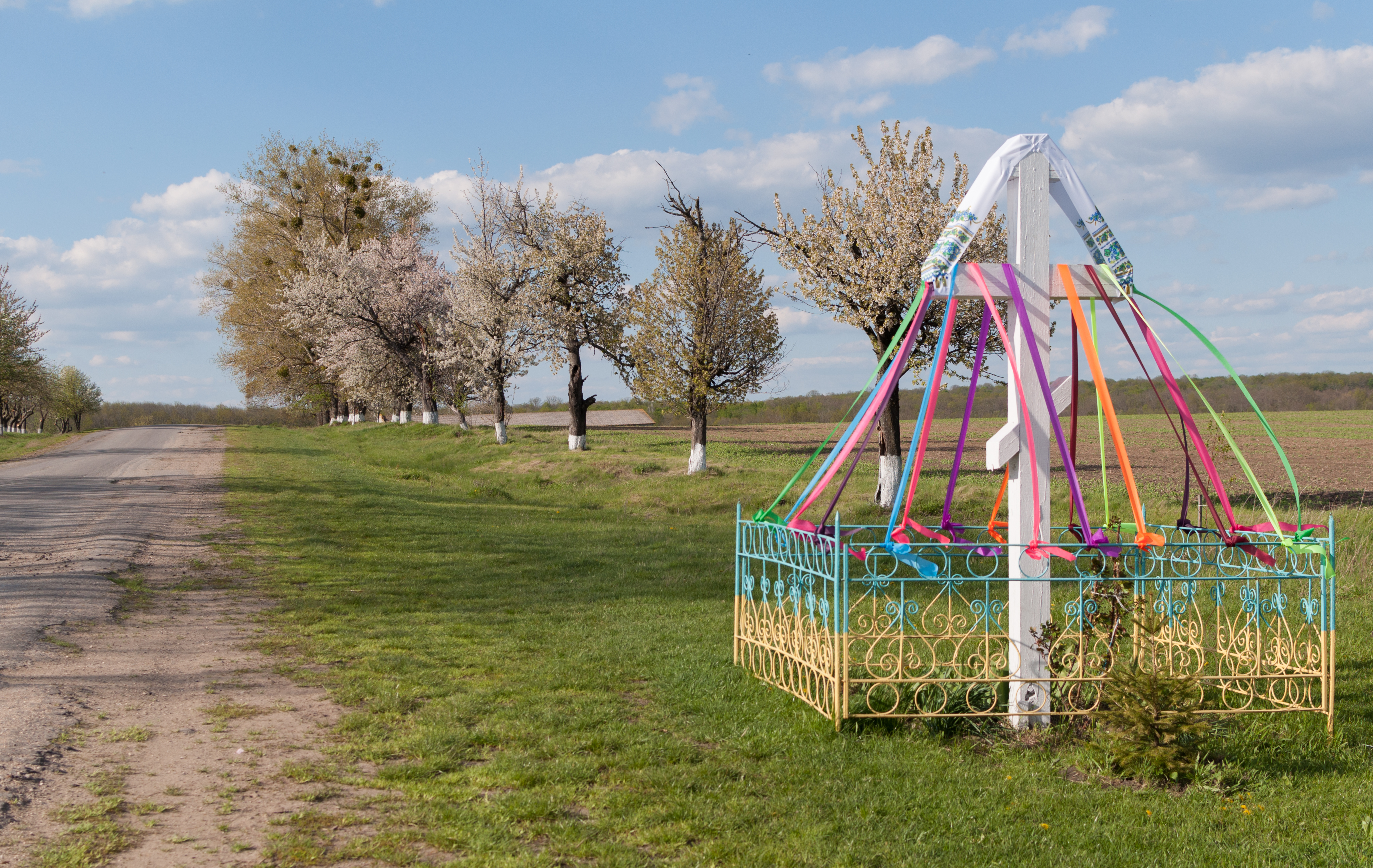
Придорожній хрест біля села
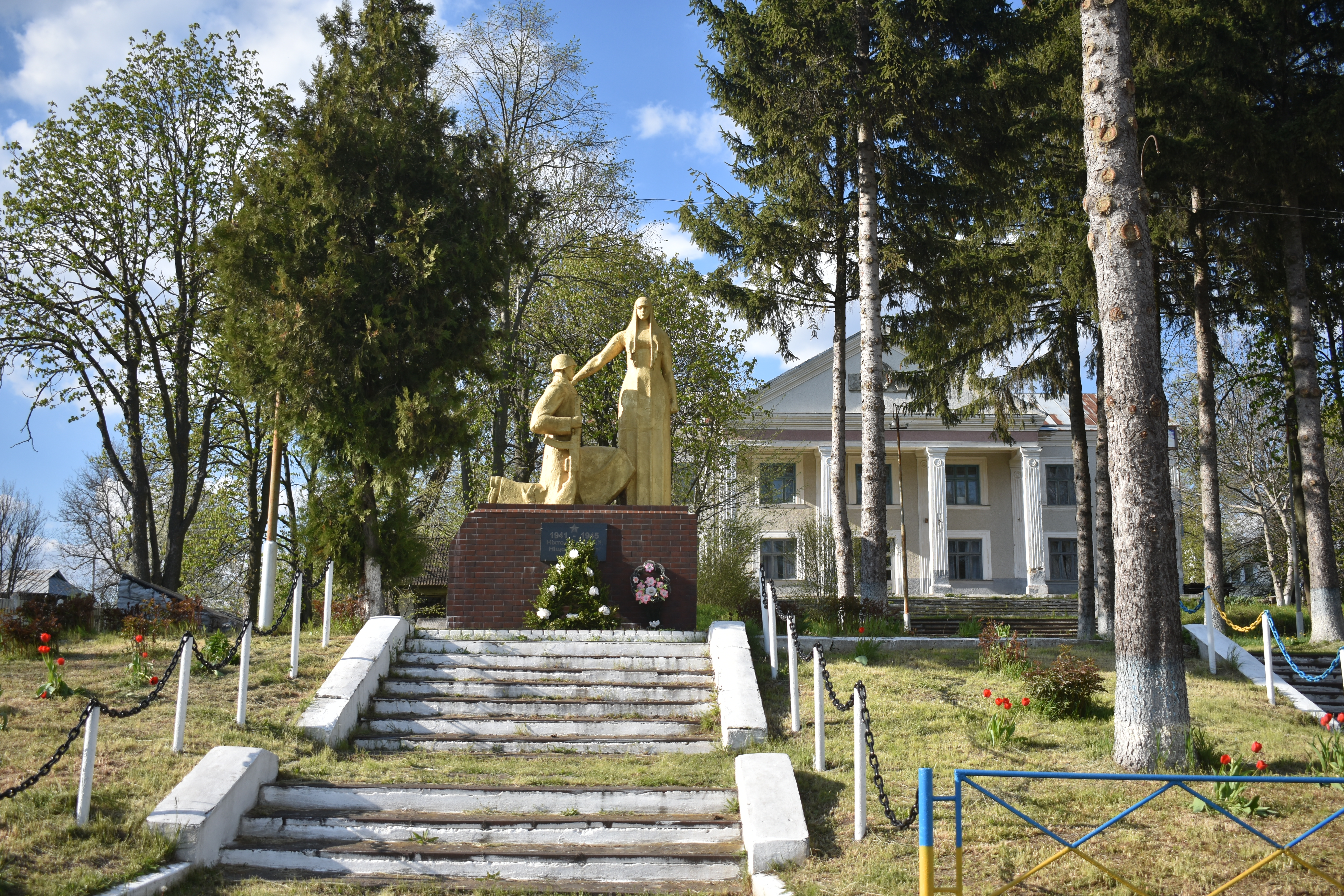
Пам'ятник у селі Павлівка
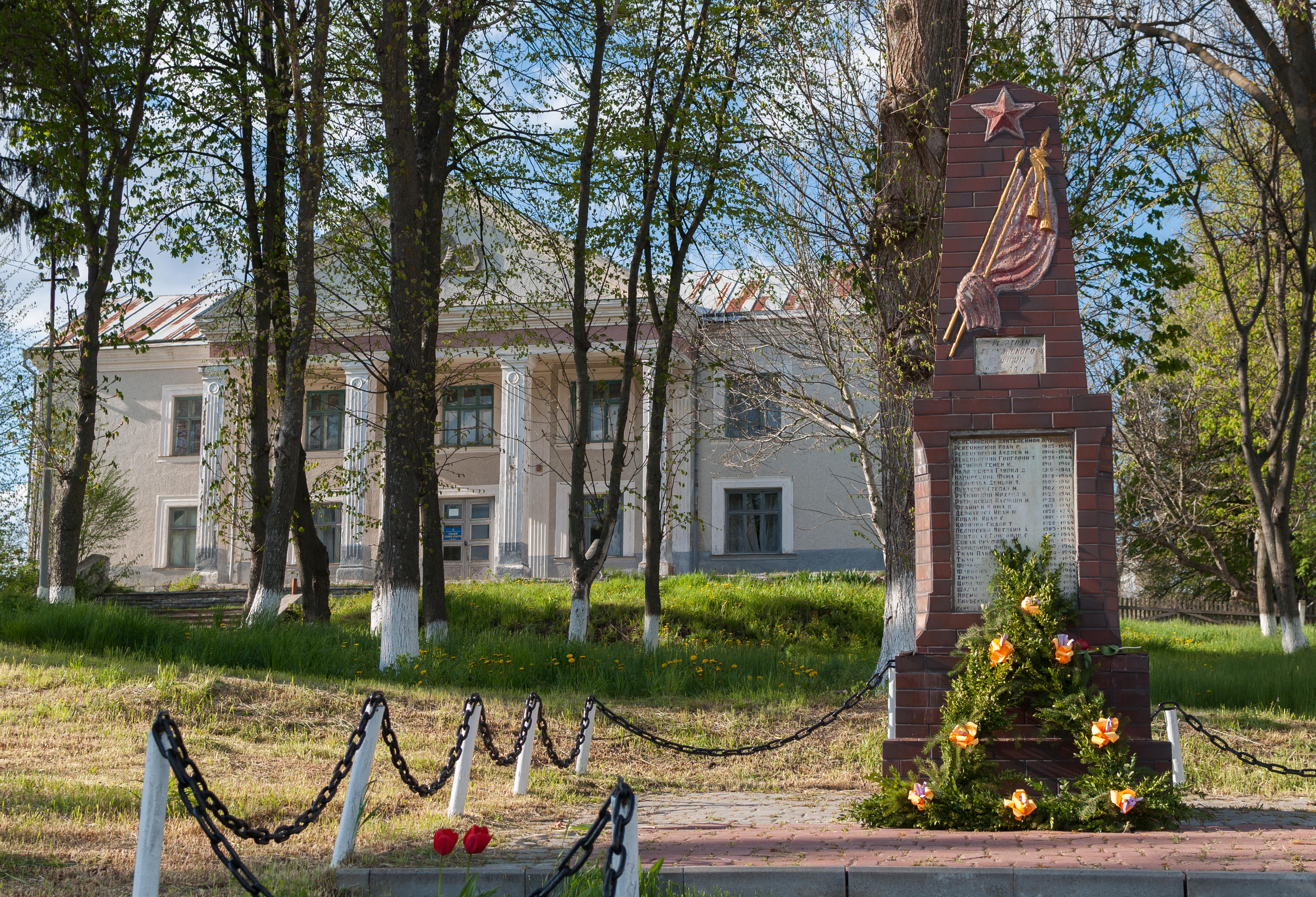
Братська могила поруч із будинком культури

## Відомі люди
- Москвітенко Олександр Васильович — ветеран АТО/ООС, командир відділення Крижопілької ДСНС. Провів одинадцять місяців у російському полоні[55].

### Військовослужбовці, які загинули під час російсько-української війни
- Редченко Руслан Дмитрович (1994—2022) — солдат, стрілець-снайпер 2-го мотопіхотного відділення 2-го мотопіхотного взводу 2-ї мотопіхотної роти 11-го окремого мотопіхотного батальйону (в/ч А2980) 59-ї окремої мотопіхотної бригади. Житель Павлівки. Загинув 8 травня 2022 року під час виконання бойового завдання поблизу населеного пункту Новогригорівка Миколаївської області внаслідок артилерійського обстрілу противника. Нагороджений орденом «За мужність» III ступеня (посмертно)[56][57].
- Рябоконь Юрій Васильович (1988—2023) — солдат, розвідник 3-го розвідувального відділення 2-го механізованого батальйону 47-ї окремої механізованої бригади. Житель Павлівки, родом із Торканівки. Загинув 9 липня 2023 року під час виконання бойового завдання поблизу населеного пункту Кліщіївка Бахмутського району Донецької області внаслідок обстрілу. Нагороджений почесним нагрудним знаком «Золотий хрест»[56][58].

## Галерея

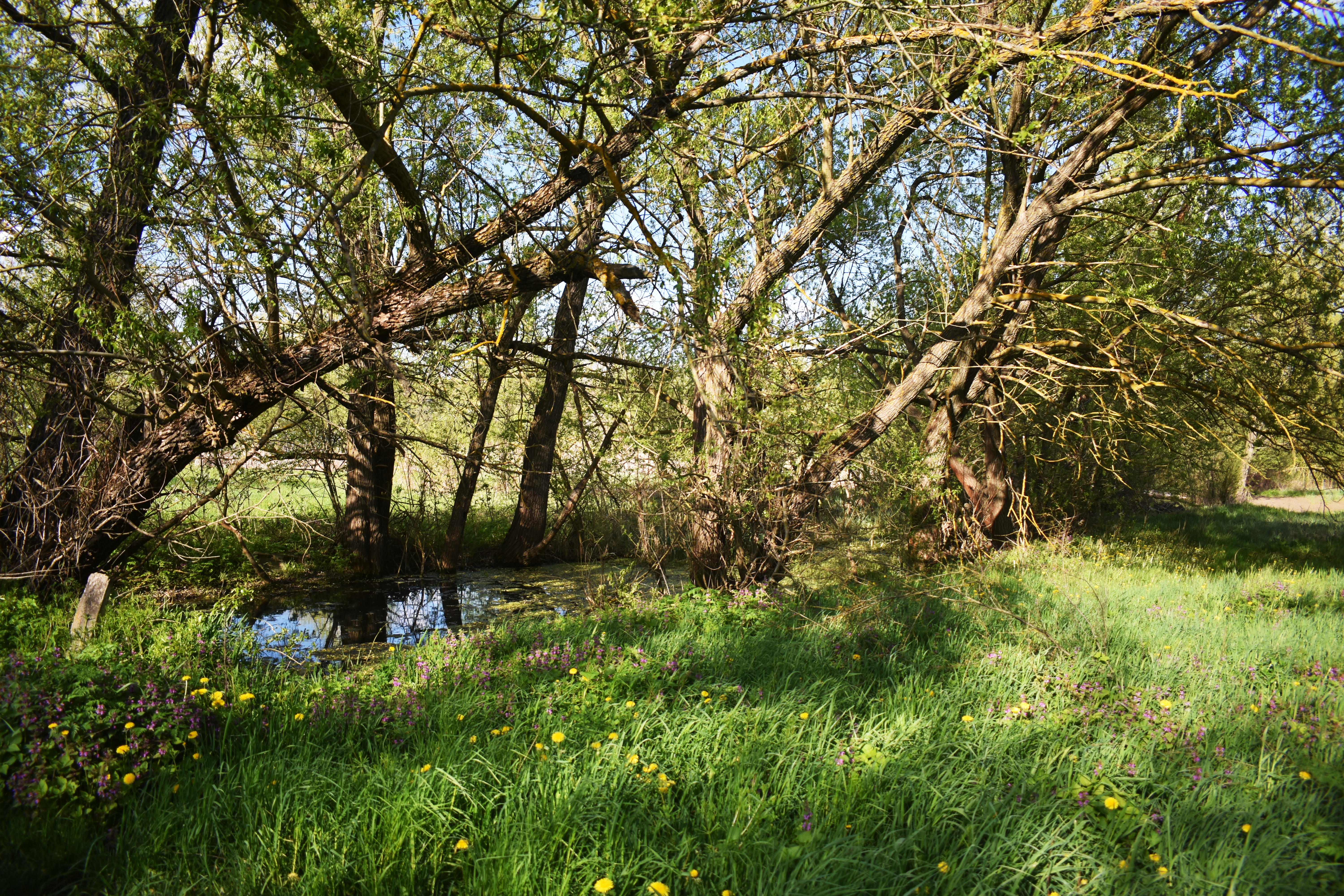
Річка Дохна в селі
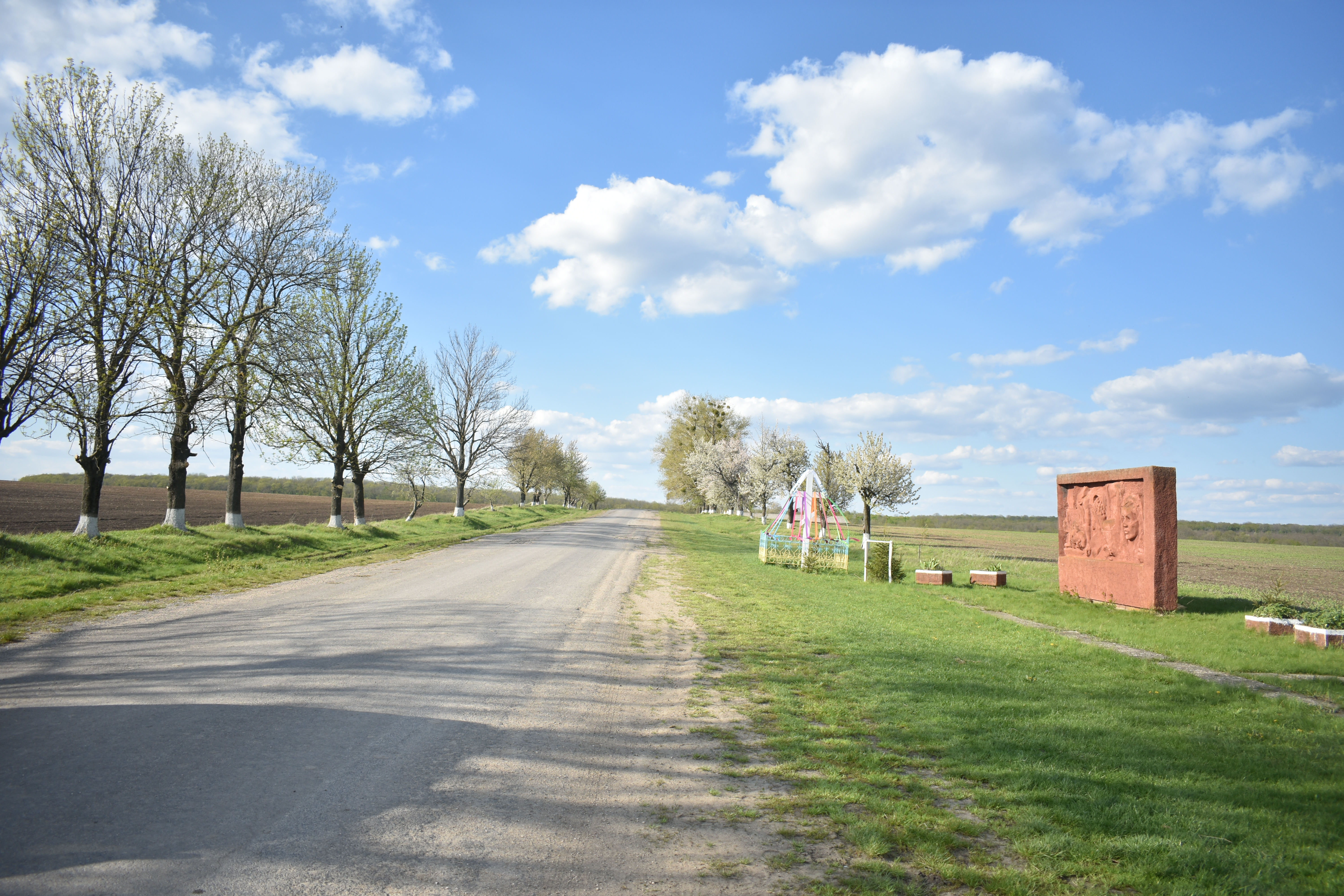
Біля села
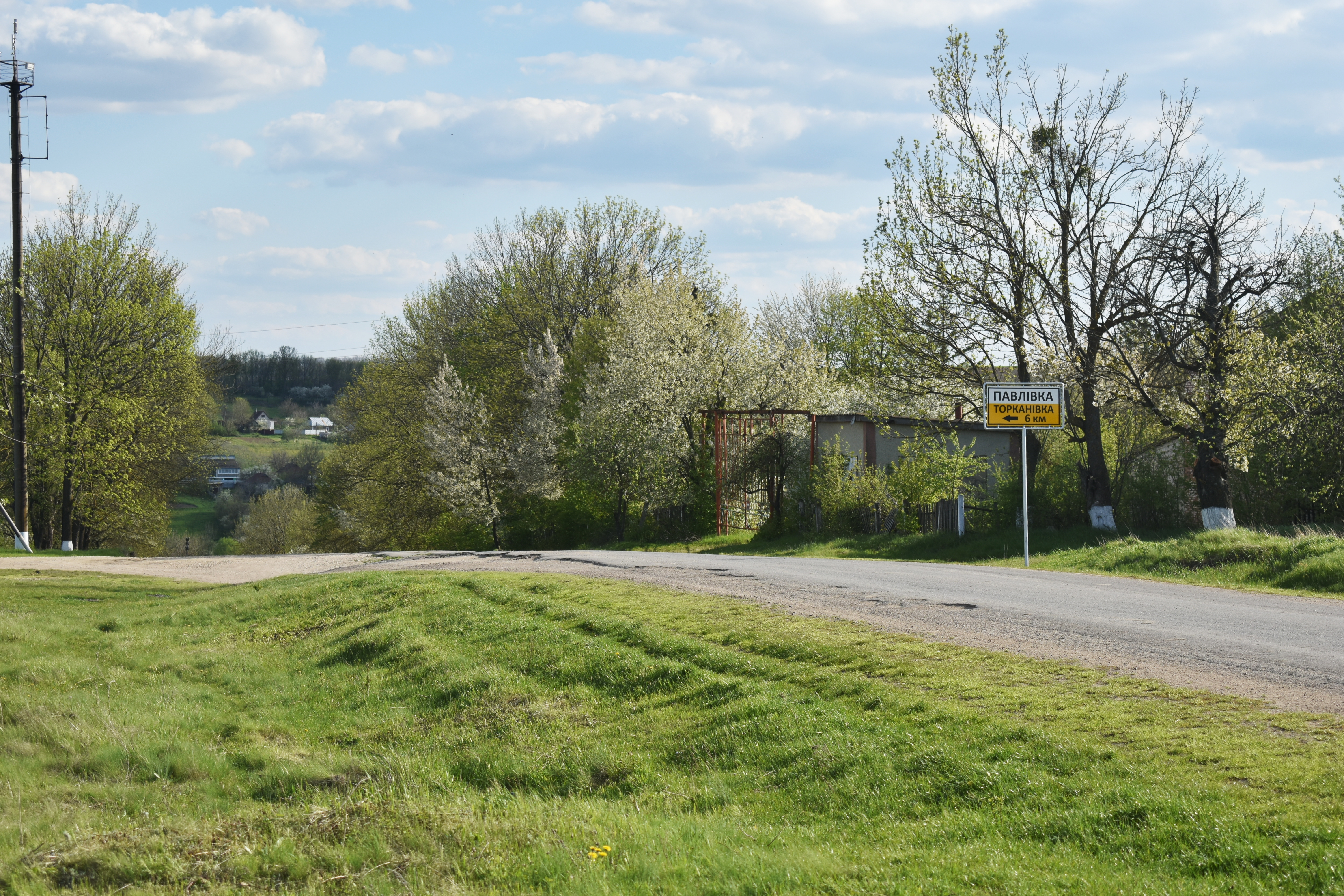
Вид на знак при в'їзді в село
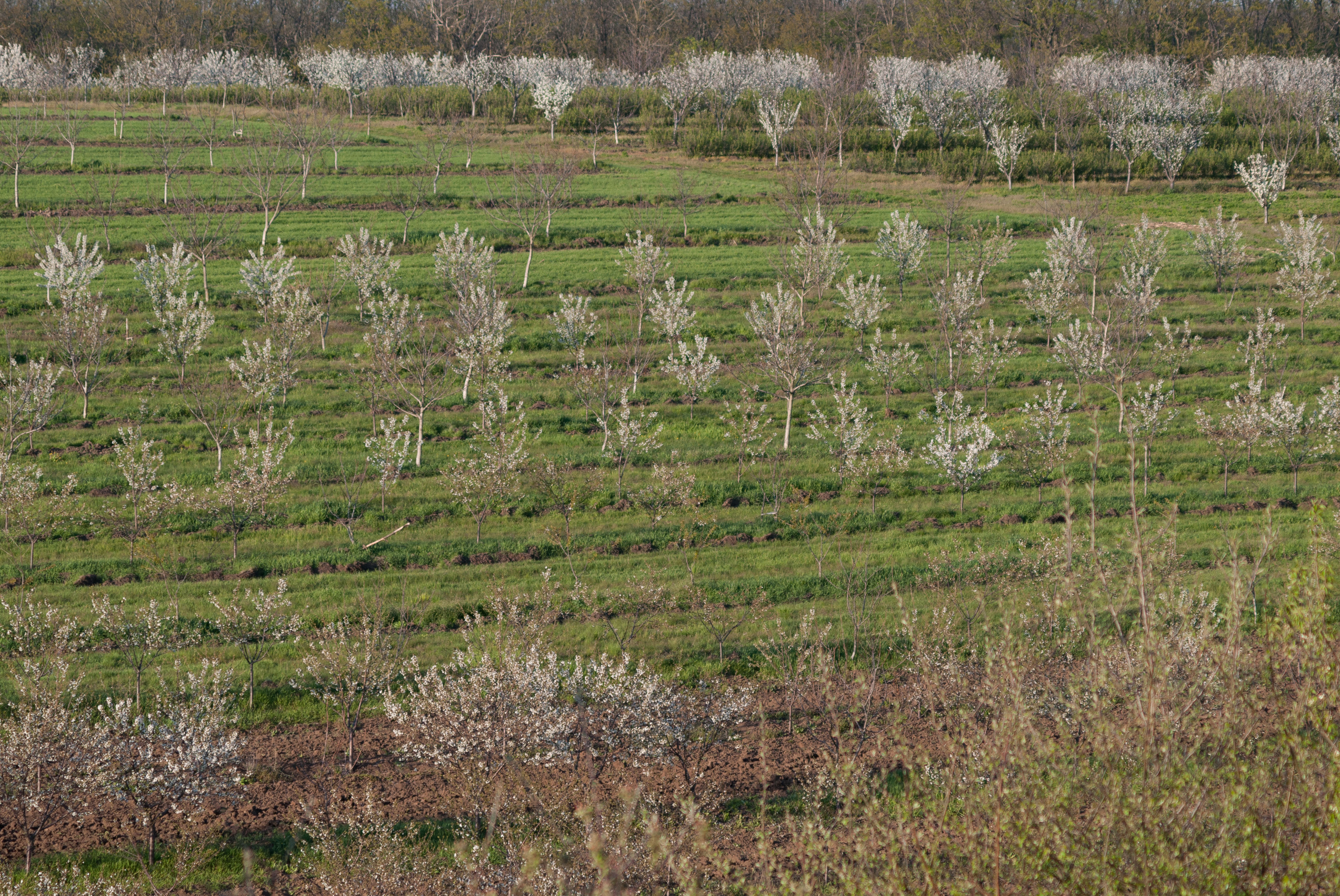
Сади за селом
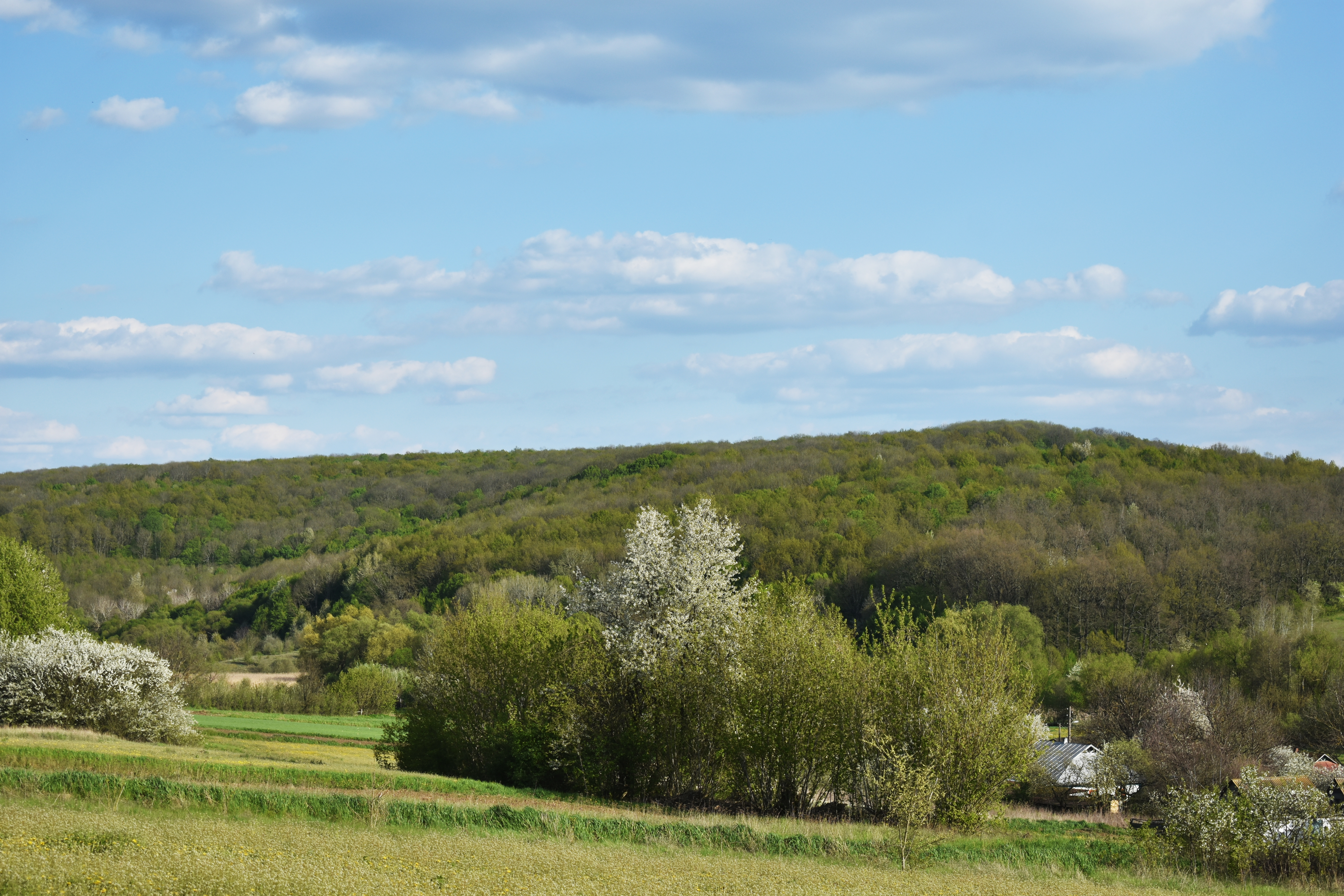
Вид на природний парк «Кармелюкове Поділля»